# Snarkning
Snarkning är det ljud som uppkommer vid vibrationen av mjukdelar i övre luftvägarna under sömn. Snarkning är väldigt vanligt i befolkningen och kan vara ett tecken på obstruktivt sömnapnésyndrom. Dock har endast en bråkdel av snarkare sömnapnéer. Snarkning förvärras ofta vid förkylning, alkoholpåverkan och ryggläge.

## Orsak
Orsaken till snarkningarna kan vara något av följande:
- Svaghet i halsen som orsakar att halsen stängs under sömn
- Felplacerad käke vilket ofta orsakar spänningar i musklerna
- Fett som samlats i och runt strupen
- Hinder i näshålan (till exempel på grund av nästäppa)

## Diagnos
Snarkning upptäcks ofta av partner eller vänner som störs av oljudet. Om den som snarkar har samtidig dagtrötthet bör utredning för sömnapnésyndrom göras med en nattlig registrering av andningsrörelser, luftflöde genom mun och näsa, snarkning, syrgasmängd i blodet och sovposition (rygg, mage, sidan). En sådan registrering kan ofta göras i det egna hemmet med utrustning från sjukhuset men i vissa fall krävs det en registrering sovandes på sjukhus. 

## Konsekvenser
Snarkning kan störa nattsömnen vilket påverkar bland annat koncentrationen och immunförsvaret. Snarkning kan även bli ett socialt handikapp som kan påfresta relationer och leda till att par väljer att sova i separata sovrum.

## Behandling
Behandling syftar till att öppna luftvägarna för att undvika snarkningarna. Generella råd är att sluta röka, gå ner i vikt och att undvika ryggläge.

### Övertryck
En maskin som kopplas till en andningsmask ser till att man under natten har ett övertryck i luftvägarna, vilket hindrar dem att falla samman.
För de med apnéer var eller varannan minut under sömn finns sällan behandlingsalternativ som operation, i synnerhet inte om patienten därtill lider av fetma.

### Tandställning
En tandställning (bettskena) ser till att underkäken flyttas fram vilket öppnar luftvägarna under sömn. Skenan botar inte men fungerar bra när den används.

### Kirurgi
Kirurgi (uvulopalatopharyngoplastik) verkar genom att man vidgar svalget så att luften får större passage. För den vars besvär är vanemässig störande snarkning snarare än ett stort antal andningsuppehåll (apnéer) under sömnen, finns en operationsteknik lämpad att utföras i lokalbedövning ("snarkoperation", gomplastik). Metoden lämpar sig inte för alla, särskilt inte för dem med kraftig övervikt. Som vid all plastikkirurgi finns ett bäst före datum; snarkningen kan således återkomma efter några år.

### Sängläge
Ryggläge kan motarbetas, exempelvis genom att man tar på sig en tröja med bollar på ryggen. Försöker man under sömnen byta sovställning blir ryggläge obekvämt, man vaknar till och väljer halvsovande en annan ställning.